# Ерёмин, Дмитрий Фёдорович
Дмитрий Фёдорович Ерёмин (30 октября 1915, Петергоф — 25 ноября 1972, Ленинград, СССР) — выдающийся советский фаготист, музыкальный педагог, Заслуженный артист  РСФСР (1956).

## Биография
Окончил Ленинградскую консерваторию, ученик и последователь главы фаготовой школы Александра Гордеевича Васильева.
В 1941 г. удостоен третьей премии на Всесоюзном конкурсе музыкантов-исполнителей.
В 1936—1965 г. первый фагот в ЗКР Симфоническом оркестре Ленинградской филармонии.
С 1946 г. преподавал в Ленинградской консерватории,
С 1958 г. — профессор, зав.кафедрой.
Среди его учеников известные фаготисты Олег Талыпин, Лев Печерский, Олег Пыталев, Кирилл Соколов, Сергей Красавин и др.
Автор переложений для фагота, изданных в трёх сборниках, и методической работы, посвящённой вопросам обучения игре на этом инструменте.
Об игре и необыкновенном по красоте звуке Д. Ф. Еремина восторженно отзывались Д. Д. Шостакович, Е. А. Мравинский, М. Л. Ростропович и многие другие.
Похоронен на Серафимовском кладбище Санкт-Петербурга.